# Cercottes
Cercottes is een gemeente in het Franse departement Loiret (regio Centre-Val de Loire). De plaats maakt deel uit van het arrondissement Orléans. In de gemeente ligt spoorwegstation Cercottes. Cercottes telde op 1 januari 2022 1.477 inwoners.

## Geografie
De oppervlakte van Cercottes bedroeg op 1 januari 2022 24,24 vierkante kilometer; de bevolkingsdichtheid was toen 60,9 inwoners per km².

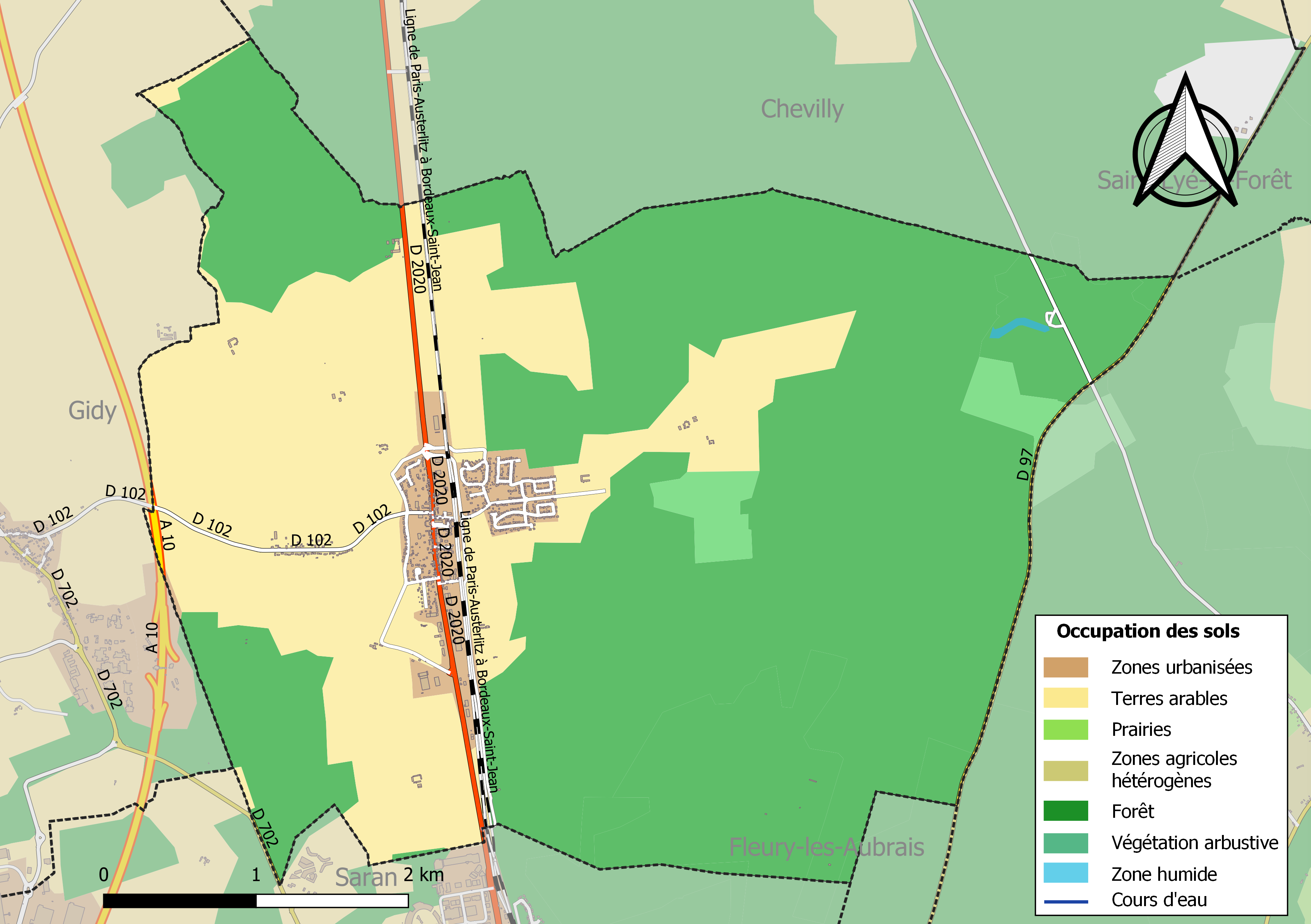
Kaart van de gemeente met de belangrijkste infrastructuur, bodemgebruik en omliggende gemeenten

## Demografie
Onderstaande figuur toont het verloop van het inwonertal (bron: INSEE-tellingen).